# 藤子不二雄劇場
藤子不二雄劇場（ふじこふじおげきじょう）は、1979年4月から1989年3月まで（全国ネットとしては1987年9月まで）放送されていたテレビ朝日の藤子不二雄原作のアニメ番組枠。
関東圏での放送時間は下記のとおりである。
| 時期                 |                  | 月〜土曜          | 月〜土曜                                                                                  | 日曜       | 日曜             | 日曜                                  |
| 時期                 | 枠               | 時間              | 作品                                                                                      | 枠         | 時間             | 作品                                  |
| -------------------- | ---------------- | ----------------- | ----------------------------------------------------------------------------------------- | ---------- | ---------------- | ------------------------------------- |
| 1979年4月-1980年3月  | 任意ネット帯番組 | 18時50分-19時00分 | ドラえもん                                                                                | 全国ネット | 8時30分-9時00分  | ドラえもん                            |
| 1980年4月-1981年9月  | 任意ネット帯番組 | 18時50分-19時00分 | ドラえもん                                                                                | 全国ネット | 9時30分-10時00分 | ドラえもん                            |
| 1981年9月-1983年3月  | 任意ネット帯番組 | 18時50分-19時00分 | 忍者ハットリくん                                                                          | 全国ネット | 9時30分-10時00分 | 忍者ハットリくん                      |
| 1983年4月-1985年3月  | 任意ネット帯番組 | 18時45分-19時00分 | パーマン                                                                                  | 全国ネット | 9時30分-10時00分 | パーマン                              |
| 1985年4月-1987年3月  | 任意ネット帯番組 | 18時45分-19時00分 | オバケのQ太郎                                                                             | 全国ネット | 9時30分-10時00分 | オバケのQ太郎                         |
| 1987年4月-1987年9月  |                  | 18時50分-19時00分 | 忍者ハットリくん                                                                          | 全国ネット | 9時30分-10時00分 | ウルトラB（2話）、 オバケのQ太郎(1話) |
| 1987年10月-1989年3月 |                  | －                | パオパオチャンネル（月～金曜）内で各曜日別作品を放送。 大半が再放送。詳細は当該項目を参照 | なし       | なし             | なし                                  |

## 1979年4月-1987年3月（単一作品時代）
関東圏ではそれまでローカルニュース枠『ANN首都圏ニュース』を放送していた月〜土曜18時50分-19時00分（1983年4月より18時45分-19時00分、ともにJST）の任意ネット帯番組枠と、日曜9時30分-10時00分（1980年3月以前は日曜8時30分-9時00分、ともにJST）の全国ネット枠からなり、後者はその週の前者の放送を30分番組に再構成して全国放送する形式だった。またこの日曜枠については、OPが若干長い、EDおよび予告コーナーがあるといった違いがあった。
スポンサーに関しては、帯番組枠では当初ダイエーの一社提供だったが、『ドラえもん』の途中から第一家庭電器に交代。『オバケのQ太郎』の初期まで長らく同社が一社提供を務めていたが、途中で降板し、複数社提供（曜日によって一社から二社程度の異なるスポンサーが提供）となった。日曜の放送は一貫して複数社提供であり、スポンサーも異なっていた。

放送された番組は以下のとおり。
- 1979年4月-1981年9月 - ドラえもん（ゴールデン枠に移動して現在も放送中）
- 1981年9月-1983年3月 - 忍者ハットリくん（ゴールデン枠に移動して継続、その後『藤子不二雄ワイド』に編入）
- 1983年4月-1985年3月 - パーマン（『藤子不二雄ワイド』に編入して継続）
- 1985年4月-1987年3月 - オバケのQ太郎

| テレビ朝日 月～土18:50 - 19:00枠                                                                   | テレビ朝日 月～土18:50 - 19:00枠    | テレビ朝日 月～土18:50 - 19:00枠 |
| 前番組                                                                                             | 番組名                              | 次番組 |
| -------------------------------------------------------------------------------------------------- | ----------------------------------- | --- |
| ANN首都圏ニュース ※ローカルニュース枠は18時から 18時30分「6時のサテライト」に移行                  | 藤子不二雄劇場 （1979.4 - 1983.3）  | 藤子不二雄劇場 （18:45 - 19:00） ※5分拡大して継続 |
| テレビ朝日 平日18:45 - 19:00→18:50 - 19:00枠                                                       |                                     | |
| ANNニュースレーダー （月～土18:30 - 18:50） ※5分繰上げて継続藤子不二雄劇場 （月～土18:50 - 19:00） | 藤子不二雄劇場 （1983.4 - 1987.10） | パオパオチャンネル （18:00 - 18:50）月-藤子不二雄ワールド 火-エスパー魔美 水-グリム名作劇場 ※朝日放送（ABC）制作 木-キャプテンパワー 金-ドラえもん （以上18:50 - 19:20） |
| テレビ朝日 土曜18:45 - 19:00→18:50 - 19:00枠                                                       |                                     | |
| ANNニュースレーダー （月～土18:30 - 18:50） ※同上藤子不二雄劇場 （月～土18:50 - 19:00）            | 藤子不二雄劇場 （1983.4 - 1987.9）  | ニュース&スポーツ ANN （18:25 - 18:55）天気予報 （18:55 - 19:00） |

## 1987年4月-9月（全国枠を複合番組化）
日曜枠
1987年春の改編で、日曜9時30分-10時00分（JST）の全国ネット枠を、当時放映されていた『藤子不二雄ワイド』同様のコンプレックス枠にリニューアル。それまで放映されていた『オバケのQ太郎』（以下『オバQ』）に『ウルトラB』を加えた2作品を放映する形式となった。
構成としては、前半は『ウルトラB』（2話分）、そして後半は『オバQ』（1話分）となっていた。
その後、同年秋の改編でこの日曜枠は廃止となり、同時間帯は『メタルヒーローシリーズ』（当時の作品は『超人機メタルダー』）に明け渡された。代わって、もともと同シリーズが放映されていた月曜夜枠にて、新たに『藤子不二雄ワイド』の後継番組として『藤子不二雄ワールド』が開始した。
当枠廃止後、それまで放映されていた作品は「放映時間変更」という扱いで（告知テロップより）、それぞれ下記番組にて引き続き放映された。
- ウルトラB - 『藤子不二雄ワールド』
- オバケのQ太郎 - 『藤子不二雄劇場』（後述の『パオパオチャンネル』内）

月〜土曜枠
この時期の旧来の月〜土曜の帯番組枠（18時50分-19時00分（JST）に戻る）では、『藤子不二雄ワイド』枠から外れた『忍者ハットリくん』が放映された。
| テレビ朝日系 日曜9時台後半 （1987年4月-9月）        | テレビ朝日系 日曜9時台後半 （1987年4月-9月）                   | テレビ朝日系 日曜9時台後半 （1987年4月-9月）                          |
| 前番組                                              | 番組名                                                         | 次番組                                                                |
| --------------------------------------------------- | -------------------------------------------------------------- | --------------------------------------------------------------------- |
| 藤子不二雄劇場 「オバケのQ太郎」 （単独番組として） | 藤子不二雄劇場 （コンプレックス枠として） 【ここまでアニメ枠】 | 超人機メタルダー 〈→月曜19時から移動〉 ここからメタルヒーローシリーズ |

## 1987年10月-1989年3月（パオパオチャンネル）
『ニュースシャトルANN』の開始に伴うテレビ朝日の放映枠再編に伴い、月-金曜の帯番組枠は子供番組『パオパオチャンネル』（以下『パオパオ』）に内包（同時に土曜枠は廃止）。曜日ごとに異なる作品が放送されていたが、大半は再放送だった。その後、もう一つの藤子アニメ枠である『藤子不二雄Ⓐワールド』が1989年3月27日に終了（ゾーン解消）したのに伴い、当初藤子不二雄劇場枠（日曜枠）だったウルトラBが当枠に復帰。パオパオ終了とともに1979年から続いてきた藤子不二雄劇場も終了し、「藤子不二雄」を冠するアニメ枠は事実上姿を消した。